# 勇者斗恶龙 (游戏)
《勇者斗恶龙》（早期在西方以“Dragon Warrior”為題發行）是角色扮演游戏（RPG）系列勇者斗恶龙的第一作。游戏由Chunsoft开发，并由艾尼克斯于1986年在FC游戏机平台发行。《勇者斗恶龙》曾移植或重制于多个电子游戏平台，其中包括MSX、NEC PC-9801、Sharp X68000、超级任天堂、Game Boy Color、移动电话、iOS及Android平台。在游戏中玩家将操控拯救阿雷夫加德王国的勇者，并从敌人龙王手下救出公主。《勇者斗恶龙》的剧情后来成为了洛特三部曲系列的第二部分。此外亦有围绕这一整体情节而创作的动画与漫画，其中，两部漫画的情节设定在《勇者斗恶龙》与其续作《勇者斗恶龙III》之间。
游戏由堀井雄二创作，其灵感来源于之前的《巫术》、《创世纪》等角色扮演游戏，以及他本人于1983年创作的《港口镇连续杀人事件》。堀井想要创作一款面向不熟悉RPG或一般电子游戏民众的游戏，并比其他RPG更注重剧情和情感的参与，以及使用在日本看来的西方风格。漫画《七龙珠》作者鸟山明负责游戏图像，而椙山浩一则为游戏作曲。游戏的北美本地化版于1989年发布并作了很多改变，其中包括用电池供电的记忆体取代原来的密码记忆系统、改变了角色图形、使用了本地化的名字以及伪近代英语风格的对话。
《勇者斗恶龙》在日本获得了巨大的商业成功；但在北美市场则并未如此。后来西方的评价指出了游戏的不足，但也承认了游戏在同类作品中的重要地位。北美原版游戏的伪近代英语剧本受到了许多评论的赞扬。爱好者还放出了为游戏而做大量改编的Rom Hack。游戏的音乐也被改编成管弦乐，并在许多音乐会上进行了演奏。虽然《最终幻想》由于其流行度而在西方具有更重要的地位，但《勇者斗恶龙》则被视作确立了日式RPG的基本模板。

## 系统

游戏的战斗画面，其中的怪物就是史莱姆

《勇者斗恶龙》是一款角色扮演游戏。在游戏发行多年后，人们给了游戏机制简单朴素的描述。在游戏中玩家操控一个为打败龙王而动身的年輕勇者。在游戏开始前，玩家需要在菜单中选择开始新冒险（即新游戏），继续之前的冒险，或是调整屏幕显示信息的速度。在日版中，玩家需要通过输入密码来继续冒险；而在北美版NES英文版中，冒险会被保存在有电池记忆功能的卡带中。英文版另有删除或复制已保存记录的选项。如果玩家选择开始新冒险，系统就会让玩家选择勇者的名字，在日文版可输入假名，而美版则可输入英语字母。勇者的名字会决定其初始能力值，以及游戏过程中能力值的增长情况。每种能力都会被分为两组，其中一组的增长情况比另一组快；而能力为哪一组，则由系统根据勇者名字的假名或字母组成，通过公式算得。
《勇者斗恶龙》从一开始就给定玩家一个明确的目标，为了达到这个目标，玩家将通过一系列的小剧情来增加勇者的力量。游戏从拉达托姆城国王拉鲁斯16世的宫殿开始，在这里勇者得到了他必须击败龙王并夺回被偷走的光之玉的信息。在拿到一些道具和金钱后，勇者动身开始了他的冒险。《勇者斗恶龙》的大部分时间用来和城镇居民对话，并通过搜集信息来知道更多的地点、事件与秘密。玩家需要对这些暗示做下记录以便之后参照。城镇中的商店售有改进过的武器和防具，道具店则买到其它的物品，旅店可以让勇者恢复体力与魔法，此外亦有可购得钥匙的商店。玩家可以在商店半价售出持有的武器、防具或一般道具。当勇者停止移动时，屏幕就会弹出窗口显示其状态值，其中包括当前等级（Level）、生命值（HP）、魔法值（MP）、金钱（G）和经验值（E）。
为了安全的到达下一个游戏区域、玩家需要通过积累经验值和金钱来击败城镇外面（即世界地图和迷宫中）的敌人（游戏中出现的怪物史莱姆成为勇者斗恶龙系列游戏中非常著名的怪物，并影响了很多其他的游戏）。除龙王城堡外，玩家可以在地图上漫游而不受到有形限制。随着玩家远离拉达托姆城，怪物也会变得更强，但随着勇者等级的提升，玩家在战斗中的风险将会减小。玩家在城镇以外会随机遇敌，并需要在战斗中和单个敌人作战。平原的遇敌率最低，而森林和山丘的遇敌率则更高。战斗以回合制进行，视点则为勇者不显示在屏幕上的第一人称视角。在战斗中玩家必须通过将敌人的HP降为0的方法取胜。在战斗中玩家有四个指令：“战斗”“逃跑”“咒文”和“道具”。选择“战斗”指令勇者将通过武器攻击敌人并造成损害，若没有装备武器则会赤手空拳进行攻击。选择“逃跑”指令勇者则试图从战斗中逃离，这通常在其的HP低时使用。选择“咒文”则可发动他所掌握的魔法，例如恢复勇者体力或伤害敌人。选择“道具”指令则可以使用药草补充勇者的HP。
在战斗中，勇者受到伤害时会损失HP，当其的HP值较低时菜单会显示红色。如果HP降为0时，他就会死亡并被送回拉鲁斯国王处复活，同时损失一半的金钱作为惩罚。如果勇者成功击败了敌人，他将得到经验值和金钱；当获得足够的经验值时勇者等级就会增长，力量、敏捷、速度等能力值便随之提升，同时还可能掌握新的咒文。每当使用咒文时，勇者的MP就会减少，不同的咒文会消耗不同的MP值。HP和MP都可以通过在旅馆中休息来恢复。此外拉达托姆城的一个非玩家角色也可以恢复勇者的MP。当勇者挣得更多的金钱时就可以购买更好的武器、防具以及道具。但因玩家携带道具的空间有限，因而其必须合适的管理所收集的道具。勇者探索的洞窟是漆黑的，因而玩家需要通过使用火把或光明术（レミーラ）在角色周围产生亮光。在英语版中，玩家可以在任何时候返回拉鲁斯国王处保存冒险记录。而日本版由于没有电池记忆功能，玩家会在稍后收到一串恢复冒险的密码。
游戏手柄的方向键可以控制勇者在各个方向上移动，以及移动菜单上的闪动光标。功能按钮可用来确认或取消命令。在英文版中，玩家通过菜单命令可以和人对话、检查状态、调查脚下、使用道具、打开宝箱、开门以及上下楼梯。但在随后的游戏重制版中，一些命令会交友某些按键执行，上下楼梯改为自动，同时勇者的速度也调快了。在日本版中，由于角色只能永远面向前方，故玩家选择对话命令后还需选择方向才能完成操作；但在北美版中勇者可以在移动中转身，因而不需要选择方向。

## 剧情
《勇者斗恶龙》的情节讲述了非常简单传统的“救公主与屠龙”的故事。

### 背景
《勇者斗恶龙》，其续作《勇者斗恶龙II》和其前传《勇者斗恶龙III》组成了一个三部曲并共用一条时间线。在故事背景的开始，阿雷夫加德王国被长久的黑暗笼罩。勇敢的战士洛特（ロト，是一個稱號，並非姓名）打败了邪恶生物并给这片土地带来了光明。洛特所带的光之珠驱散了威胁了王国的敌人。洛特将光之珠交给了拉鲁斯国王，阿雷夫加德维持了一段长久的和平。光之珠使阿雷夫加德的冬天变短，并帮助维持这片土地的和平与繁荣。
然而有个人避开了光之珠的光辉，并把自己隐藏在一个山洞内。一天在探索这个山洞的复杂网道时，他遇到了在他进入洞窟时刚醒的龙。他害怕呼吸中透着灼热的龙将他焚成灰，然而龙却在他面前跪下并顺从着他的命令。这个人随后被发现是一条龙，并被称之为龙王。有一天，在龙王的灵魂因学习咒文而堕落后，它同它的龙舰队攻击了拉达托姆城及邻近的拉达托姆镇，并焚烧了城镇。龙王骑着红色的巨龙袭击了拉达托姆城城堡，并偷走了光之珠。很快怪物便遍布在大陆各处，并毁坏它们所经过的一切。大陆的很多地方变成了毒沼泽，一些城镇被与村落被完全摧毁。
第二天，洛特来到了拉达托姆城堡见到了拉鲁斯国王，并从那里得到了击败龙王的帮助。在探索整个大陆搜集龙王行踪的线索后，洛特发现他住在一个必须通过魔法桥才能到达的岛上，而魔法桥只能由“彩虹雨滴”建起。在冒险来到岛上后，洛特从此杳无音信。在多年之后拉鲁斯16世（ラルス16世）统治的时期，龙王再次攻击了王国并掠走了公主劳拉（ローラ）。很多勇士尝试救出公主并从龙王城堡夺回光之珠，但却无一成功。先知Mahetta预言“勇者洛特的后裔有一日将会出现击败龙王”。然而当后裔（游戏中的勇者）出现时，阿雷夫加德的大部分人都忘记了洛特的故事，少数记得的人也并不相信Mahetta的预言而认为这只是个传说。拉鲁斯国王开始因王国的衰落而哀伤。

### 主线情节
游戏开始时玩家扮演一个到达拉达托姆城堡的陌生人。一个城堡守卫告诉他龙王抓走了公主并把他关到了一个遥远的山洞。在决定救出公主击败龙王后，他在一个沙漠中的洞窟里发现了一块古代石碑，石碑上刻有洛特留下的信息，上面告诉勇者应该按照洛特当年冒险的足迹击败龙王。勇者终于救出了公主，但他意识到若要带给阿雷夫加德光明，就必须击败龙王城堡里的龙王。在收集到一系列圣物后，他架起了通向龙王城堡的桥，玩家需要在探索城堡后才能到达龙王的面前。这时有一个对话分支——和龙王站在一边或是和他对抗。如果玩家选择前者，游戏结束，勇者被杀，游戏被冻结（本情節接續到勇者鬥惡龍 創世小玩家 阿雷夫加爾德復興記）；而超级任天堂和Game Boy Color重制版则改为勇者从噩梦中醒来。如果玩家选择作战，则玩家和龙王的最终对战将会开始。
一旦勇者击败了龙王，他就会功成而返回拉达托姆城，拉鲁斯国王会以他的王国作为奖励。勇者没有接受奖励而是希望建立自己的王国。在公主劳拉的陪伴下，勇者动身前去探索自己的王国。这段设定成为了《勇者斗恶龙II》的舞台背景，《勇者斗恶龙II》讲述了在那之后多年勇者三个子嗣的故事。

### 角色
在《勇者斗恶龙》中勇者和龙王是两个主要角色。其它重要角色有支持主角的国王拉鲁斯16世，他的女儿劳拉和主角在旅行中遇到的两个贤者。
勇者来自阿雷夫加德以外的大陆，是传说中洛特的后裔。当勇者到达时，他看起来并不像一个战士——到达时他没有武器和防具——并对当前的情势一无所知。民众认为他有能力打败龙王的说法是荒谬的；然而拉鲁斯国王看出了他的能力，给了他信心，并在冒险中支持着他。
龙王是统治着龙王城堡的一条龙，而龙王城堡在游戏开始的拉达托姆城就能看得见。它的灵魂因学习咒文而变得邪恶。有传闻称他通过间谍网络可以知道阿雷夫加德发生的一切。他寻找着“无限的力量与破坏力”，结果到导致越来越强的邪恶遍布阿雷夫加德。龙王希望他能用自己意志控制的怪物军队奴役全世界。

## 开发与发行
堀井雄二和他在Chunsoft团队从1985年开始开发《勇者斗恶龙》。游戏于1986年在日本FC游戏，MSX和NEC PC-9801平台发行。自《勇者斗恶龙》首次发行后，游戏又在多个平台发行，包括1992年发行于Sharp X68000，2004年发行于移动电话平台并使用和《勇者斗恶龙VI》相似的画面技术。

### 历史背景
在1975年，发行房地产广告小型报的营团社募集服务中心建立。在1982年建立连锁店失败后，公司创始人福岛康博将其转型为以游戏为主的软件公司，并易其名为艾尼克斯。为了为公司寻找人才，福岛举办了“艾尼克斯游戏爱好程序竞赛”。竞赛使用了之前漫画竞赛的体例，并在电脑与漫画杂志上刊登广告，胜者将获得一百万日元的奖励。竞赛获胜者为森田和郎、中村光一和竟赛冠军漫画杂志《少年Jump》编辑堀井雄二。堀井设计的一款网球游戏《Love Match Tennis》成为了艾尼克斯第一款发售的游戏。虽然堀井不相信自己能夺冠，但一位喜欢游戏并发表堀井文章的编辑激励了他。后来在艾尼克斯开始为FC游戏机平台制作游戏时，福岛又举办了另一场竞赛“卡通和创意大赛项目”，结果中村的作品《Door Door》赢得了竞赛，并成为了艾尼克斯第一个发行的FC游戏。
堀井关于《勇者斗恶龙》最早的灵感源自他1983年的PC视觉小说作品《港口镇连续杀人事件》——一款和《謎之屋》、《魔域》、《King's Quest: Quest for the Crown》以及《Déjà Vu》等相似的谋杀题材神秘冒险游戏。堀井想通过使用对话来强化游戏剧情线。《港口镇》最早发行于日本NEC PC-6001，并于随后的1985年移植到FC平台。该移植游戏是艾尼克斯在该平台的发行的第二部游戏，也是堀井和中村首次共同负责的游戏。堀井为平台操作受限的移植版重新设计了界面接口，同时还在有侦探战斗怪物处增加了游戏区域。虽然《港口镇》没有直接影响《勇者斗恶龙》的创作，但1UP.com称其是一个PRG的“试验场”。《港口镇》以菜单为基础的命令系统后来被用于《勇者斗恶龙》中。
《勇者斗恶龙》最初的灵感源自《港口镇》开发期间。堀井和中村在Macworld Conference & Expo上见到了RPG《巫术》。虽然它对《港口镇》的分段迷宫探索有一定影响，但堀井更喜欢游戏的深度与视觉。他想创作一款类似《巫术》的游戏，将西方特有的RPG类型展示给日本，并对过去电脑爱好者的角色扮演游戏类型进行拓展。除了《巫术》的第一人称随机战斗外，堀井还从《創世紀》处获得了游戏系统设计的启发，其中特别是游戏的俯视视角。当RPG在西方主要限于个人电脑之时，日本玩家则正享受本土出产的《The Black Onyx》和屠龙剑系列。然而尽管堀井和中村喜爱《巫术》的状态属性，但他们也意识到大多数人却并非如此。尽管这本没有受到考量，但《马里奥兄弟》的成功则大大增加了任何新FC游戏的潜在受众。为了创作《勇者斗恶龙》，游戏系统需要进行简化。堀井称：“没有键盘，系统需要为游戏手柄而做大量简化。但我仍然认为玩家扮演他们在游戏中的密友是非常兴奋的。我在那时亲自玩过《巫术》和《创世纪》，我真的很喜欢看到在游戏中的自己。”
为了创作一款能吸引广大不熟悉RPG玩家的游戏，堀井打算不借助《龙与地下城》这种桌上RPG经验，而是创作一款的新型RPG——它不需要数百小时死记硬背的战斗，同时能吸引任何玩家。若要做到这一点就需要简化系统，并使玩家自己融入勇者之中。因而随着游戏的进展，勇者将会变得越来越强大，而相比之下《马里奥兄弟》中的角色马里奥则不会在游戏中变得更为强大。他想在《港口镇》的基础上更加强化情节与情感参与。他制作了一个玩家可以参与的成长故事，并使用RPG的升级系统来表现这种理念。

### 日本的开发
堀井相信FC游戏机是开发《勇者斗恶龙》理想的平台，玩家无需像街机游戏那样担心游戏结束后还要花钱，同时他们还能从游戏中断的地方继续开始。当玩家在战斗中失败后，他们就会立刻返回到之前存档的地方并恢复状态，相较于游戏结束并返回主菜单的设定，前者将使游戏更为便捷。他亦曾打算使用多游戏角色设置，但迫于内存限制而使用单角色设定。堀井知道相比其他游戏，当时RPG的学习曲线更为陡峭。因而他将游戏开始时的升级速度设为快速升级，并在游戏起点就能让玩家从世界地图上看到明确的最终目标——龙王城堡。为了增强玩家的力量以到达最终目标，他亦设定了一系列的小剧情。他设置了一个开放世界，除非毫无准备的玩家被怪物击杀外，游戏不会对玩家进行任何方式的有形阻拦；Gamasutra称其为非线性游戏的先例之一。堀井使用桥来表示区域难度的变化，同时游戏起始时的高成长率也会随着游戏的推进而降低，这和早期龙与地下城的随机初始能力与恒定成长率形成了对比。为了吸引更多的玩家，游戏请《七龙珠》作者漫画家鸟山明负责艺术创作。鸟山明绘画除了和《七龙珠》中的角色有着“有力气且狡猾超越了几代人”的相同艺术特点外，还有如chibi风格的诙谐元素。
椙山浩一是找到艾尼克斯的游戏音乐作曲家，他曾给艾尼克斯寄出一份PC游戏反馈问卷。椙山当时已经是知名的电视作曲家，在福岛读过他的反馈后便想与其接触并确认“他是否是那个电视界的椙山”。在确认之后福岛邀请椙山为《勇者斗恶龙》谱写配乐。游戏的古典配乐是椙山继《Wingman 2》后第二个电子游戏配乐作品。椙山说他花了五分钟谱写了片头曲原作，并注意到把人情感加入短乐曲中存在困难，然而他曾经创作电视广告音乐的经验起了帮助。椙山称作曲家有三到五秒的时间来抓住听众的注意力。该主题曲和《勇者斗恶龙》的一些其它音乐都相对完整的保留在了续作中。

### 北美本地化
关于《勇者斗恶龙》北美本地化最早的报道出现在《任天堂爱好者俱乐部新闻》1988年冬季刊，那时就把标题改为了“Dragon Warrior”。改变标题是为了避免侵犯战争游戏出版商Simulations Publications的笔纸PRG《DragonQuest》。文章试用了日版的图像，洛特和龙王的原版名“Loto”与“Dragon King”，以及游戏出发地的原名（Radatome Castle）。它简要的阐述了游戏的背景和基本系统要素，并与游戏《塞尔达传说》做了对比。游戏随后在1989年3月《任天堂力量》的“Pak Watch”预览部分，此外在杂志1988年7月的创刊号中提到了日本《勇者斗恶龙III》的发行。他再次提到勇者斗恶龙时将名字从“Dragon Quest”改为了“Dragon Warrior”，受到日本两部续作的启发，它的发行仍然有遥远的时间。
《勇者斗恶龙》在北美的发行由任天堂北美代理，游戏在岩田聪的监督以及堀井的帮助下，于1989年8月——即日本《勇者斗恶龙IV》发售前数月前——发行。因为北美版游戏是在日语原版近三年之后发行，因而图像有了改进。同时北美版使用有电池记录功能的卡带来代替日版冗长的假名密码串。鸟山明在作品说明书中的作画也因艾尼克斯想带给北美玩家更严肃的风格而改变；虽然角色保持了相同的姿势，但看起来较于日版更严肃成熟。游戏人物的画面发生了改变，因而他们可以面向其行进的方向；在日版中，角色画面更小且只能始终面向前方，因为玩家需要从菜单中选择角色行动的方向。咒文名则皆使用了一个可以自言其功能的单词，而不像日文版是生造的单词。地点进行了重命名，对话由可和《龙珠》相比的诙谐的风格改写为近代英语风格，并使用了“Thy hit points have decreased by 1.”（你的生命值减少了1。）这类句子。任天堂也从英语版中删除了猥亵幽默和有宗教内涵的句子。比如在日文版角色买到第一把钥匙的城镇中，一个女人向玩家付费提供啪夫啪夫——一个日文拟声词，指女孩在一个人脸上揉她的乳房或玩弄她自己的乳房。在北美版中这个女人则卖番茄。这个词语被收录在游戏续作以及鸟山明的连载《龙珠》中。
寺田克也为早期《任天堂力量》的《勇者斗恶龙》文章创作了一些插图。寺田和编为说明书作画的编辑都没有忽视鸟山的作品；他们使用了这些作品设定和角色姿势来创作美国风格的备选插画。日本的勇者使用了超级变形的漫画风格，而英文版则时根据“西方中世纪勇者的模板”创作的。
在1989年6月《电子游戏月刊》的“夸特曼”根据系列在日本的巨大欢迎，尤其是《勇者斗恶龙III》的巨大销量推测《勇者斗恶龙》将成为圣诞节北美的“大销量”。《任天堂力量》在1989年5月至10月的期刊间发表了三篇《勇者斗恶龙》专题文章，并在1989年11-12月刊上包含了一篇战略指南。而《任天堂力量》1990年3-4月刊中收录了一个游戏世界地图，并在另一面放了《超级魂斗罗》的海报，以及一个《勇者斗恶龙》文字冒险。
在1990年后半年，《任天堂动力》为订户免费赠送《勇者斗恶龙》，并含一个64页的“探索指南”，其中有完整的攻略指南以及原版说明书没有介绍的额外背景故事。任天堂由于急于除掉未出售的游戏副本，而将其送给订户。在那时，游戏售价50美元，而订閱杂志的費用只需20美元。赠品吸引了近50万订阅者，还有更多的续订者只是为了得到游戏。这最终促成了该系列在西方市场的成功。

### 复刻
艾尼克斯将《勇者斗恶龙》和《勇者斗恶龙II》重制于一张合辑卡带上，并于1993年12月28日在超级任天堂上以《勇者斗恶龙I・II》为名发行。该重制版合辑在日本售出120万份。1998年，史克威尔在日本为超级任天堂Satellaview扩展发行了《BS勇者斗恶龙》。后者包含通过每周时间表下载的四个一小时的剧本。Players were tasked with leveling their character, collecting medals and completing scenario-specific conditions with special events designed to occur under specific conditions in real-time.
《勇者斗恶龙》与《勇者斗恶龙II》在Game Boy Color平台上以相似合辑再次发售。合辑有Tose开发，史克威尔于1999年9月23日在日本发行，2000年9月27日在北美发行。美版英語：彻底使用了新翻译，跑企业伪近代英语风格，名次的翻译也更接近日本版，如“Dragonlord”改为了“DracoLord”，“Erdrick”改为了“Loto”。此外游戏还增加了一些额外的特性。例如玩家可以在战斗之外的任何时间即时存档，在读取即时存档或正常存档后，即时存档会被删除。玩家可以在银行中储存他们的金钱以备死亡之损失。游戏菜单进行了精简，怪物掉落的经验和金钱数也进行了增加，这将可以减少在游戏中升级与存钱购物的时间。
游戏的FC与超级任天堂版本连同《勇者斗恶龙II》和《勇者斗恶龙III》被一起收录与《勇者斗恶龙25周年纪念》合辑中，游戏于2011年9月15日在日本Wii平台昂首。合辑收录了游戏原版攻略册复件、原画以及游戏开发材料。

## 相关媒体
《勇者斗恶龙》引发了其他媒体的创作，包括相关的连载漫画、改编动画以及交响电子游戏音乐。

### 漫畫與動畫
连载漫画《勇者斗恶龙列传 洛特的纹章》（ドラゴンクエスト列伝 ロトの紋章）由川又千秋和小柳顺治创作，藤原カムイ绘画，并由月刊少年Gangan在1991年至1997年间连载。艾尼克斯将连载编为21卷，后又于1994年发行于光碟上。其于2009年12月11日作为索尼数字漫画下载库的一部分在PlayStation Store上发行。在1996年，漫画改编的动画电影发布在录像带上。其续作《勇者鬥惡龍列傳 羅德的紋章 ～紋章的繼承者們～》（ドラゴンクエスト列伝 ロトの紋章 ～紋章を継ぐ者達へ～）由史克威尔艾尼克斯从2005年起连载。漫画前4卷由映島巡创作，之后则由梅村崇接替。所有漫画都由堀井雄二监督，藤原カムイ负责绘画。
《勇者斗恶龙列传 洛特的纹章》的故事发生于《勇者斗恶龙III》和《勇者斗恶龙》之间。在怪物附身卡门国王七年后，王国沦为了怪物的巢穴，而幸存者只有王子阿鲁斯和将军的女儿露娜菲娜。而在罗兰王国，一个名为贾刚的孩子带着魔王的诅咒降生。阿鲁斯和露娜菲娜动身击败怪物并恢复世界和平。续作《勇者鬥惡龍列傳 羅德的紋章 ～紋章的繼承者們～》的情节发生于《洛特的纹章》25年后。世界再一次的混乱，一个名叫阿洛斯的男孩和同伴动身拯救灾难下的世界。

### 原声
《勇者斗恶龙》的音乐由椙山浩一谱写并指挥。原声碟包括八首音乐，RPGFan称其为“椙山事业的基础”。这些作品被改编并纳入以后勇者斗恶龙游戏的原声中。音乐以多种形式发行过。其中首次是由艾尼克斯在1991年7月19日以融入讲故事的广播剧CD形式发售。接着，索尼音乐于1994年1月12日发行了《超级任天堂版交响组曲 勇者斗恶龙I》，其中收录了由伦敦爱乐乐团演奏的管弦乐版本以及游戏原版曲目。游戏的古典配乐被视为电视游戏音乐的革命。原声的“八曲目”设定之后成为了大多RPG原声的模板，数以百计的游戏使用了类似的组织方式。
由《勇者斗恶龙I》和《勇者斗恶龙II》管弦乐专辑组合成的《交响组曲 勇者斗恶龙I・II》由SME Visual Works发行于2000年8月23日，后又由国王唱片于2009年10月7日再版。管弦乐曲又于专辑《交响组曲 勇者斗恶龙I》中再次发行，专辑中收录管弦乐版本的游戏音效。此外亦举办了多场游戏音乐现场音乐会，许多演出后来以专辑形式发行，如《Dragon Quest in Concert》和《Suite Dragon Quest I・II》。

## 评价与销量
| 汇总媒体     | 得分 | 得分 | 得分   |
| 汇总媒体     | FC   | SFC  | GBC    |
| ------------ | ---- | ---- | ------ |
| GameRankings |      |      | 84.36% |

| 媒体       | 得分     | 得分    | 得分     |
| 媒体       | FC       | SFC     | GBC      |
| ---------- | -------- | ------- | -------- |
| GameSpot   |          |         | 8.0 / 10 |
| IGN        | 7.8 / 10 |         | 9.6 / 10 |
| 任天堂力量 | 3 / 5    |         | 8 / 10   |
| Fami通     |          | 35 / 40 | 30 / 40  |

### FC版本
游戏最开始的销量非常低，艾尼克斯看來將要虧損，但堀井雄二在《少年Jump》上的几篇文章大幅带动了销量。人们喜欢鸟山的绘画和椙山的音乐，书籍《Power-Up: How Japanese Video Games Gave the World an Extra Life》称其“更丰富并比曾经听过的任何游戏音乐都令人兴奋”。最終初代FC版本在日本達到150萬份的銷量。游戏在日本非常流行，并开创了一个系列，截至2012年，系列包含10部游戏及数个衍生系列和独立作品。日版游戏售出超过200万份。英语版原版总的来说获得了一般评价。《任天堂力量》在原版发行时打了3/5分。它首次出现于杂志1989年双月刊“最佳30”FC游戏榜的第7名，在1990年1月爬升到第五名并保持了四个月后，其在5月份掉到了11名，7月份排到了14名，在1990年9月牌到16名后掉出了榜单。在《任天堂力量》1989年年度奖中，游戏被提名“最佳主题，有趣”及“综合大奖”，但其在两个分类中都未能取胜。在应对日本青年人抢购而等待《勇者斗恶龙III》发售时，《电子游戏月刊》的夸特曼称游戏“根本没那么特别”，他把游戏和FC《创世纪III》做了对比并推荐其他玩家玩后者。虽然英语版通常被视为是商业失败。
游戏被认为是历史上最重要的游戏机RPG。科勒指出鸟山和椙山的贡献“使《勇者斗恶龙》的视觉与听觉就像独特而精致游戏系统那般令人兴奋”。GameSpot称其为历史上十五个最具影响力的游戏之一。IGN将其列到了历史最佳FC游戏的第八位。IGN还在2005年将游戏列为史上第92佳电子游戏，并在2009年将游戏列为29佳。《任天堂力量》在2006年将《勇者斗恶龙》列在任天堂主机最佳200游戏的第140位。RPGamer的比尔·约翰逊给了游戏4/5的总评。FC北美本地化版因增加额外角色和深度剧情而收到了称赞。在GBC重制版中移除有风格的对话则令人感到遗憾。

以现在的标准来看，《勇者斗恶龙》一对一战斗、有限的道具与装备种类、十种咒文、五个城镇和五个迷宫显得很简单。但其对于RPG游戏发展的重要性则需要指出，Allgame评论员卡尔·奈特称“它带来了它自己的优点，它不只是一个玩着有趣的游戏”。1UP.com解释了游戏为什么没有一开始就在北美获得极大欢迎的原因；美国游戏机玩家不习惯RPG游戏的理念，并称对于这类游戏，“所有这些需要你读的单词足以让你浮华的分心”来花十年时间。GameCritics的Chi Kong Lui写道游戏为电子游戏增添了现实主义，他补充道，“如果一个玩家在《勇者斗恶龙》中死亡，他或她将遭到丢失进度和损失珍贵金钱的可怕后果，死亡的要素引起了本能的恐惧感和求生的紧张感”。因而他说，在更大尺度上可以认为玩家等同于游戏主角。IGN笔者马克·尼克斯将看起来老式的游戏剧情和现代RPG做了对比，他说“在资本主义、贵族政治或是军国主义中，高尚的血统没有任何意义。少女并非必须解救——他们需要一把战斧和上战场的魔法教导”。GameSpy职员在《勇者斗恶龙VIII 空海陆与被诅咒的公主》的评论中写道，对于许多玩家来说《勇者斗恶龙》是他们最早接触到的RPG。一个职员在回顾自己的过去时表示：
“它用一个有趣的新游戏系统打开了我的眼睛。即时策略（或者至少说按“A”键）比条件反射更重要，故事内容比我那时看到的‘救出公主’稍微（稍微！）显得复杂。毕竟当你救出公主时《勇者斗恶龙》只是完成了一半。”
比尔·约翰逊将《勇者斗恶龙》和现代RPG对比后指出游戏完全缺少重玩的价值，which is due as much to the requirement that almost everything in the game must be done to beat it as to its difficulty.Johnson指出了游戏的历史重要性；他说玩《勇者斗恶龙》相当于“走一条建安的道路，but reaching its end will instill a new appreciation of what today's RPG's are all about.”2009年书籍《Vintage Games》将《勇者斗恶龙》和1986年FC游戏《塞尔达传说》进行了对比，他说二者都使用了RPG共通的元素，其中《萨尔达》使用了奇幻的设定与魔法，但没有升级或是回合制战斗系统，而《勇者斗恶龙》则全都具备。《任天堂力量》称游戏的历史性意义是其最重要的一面，它还指出“玩《勇者斗恶龙》的这些日子可称之为繁琐”。GamePro的吉·贝利、Justin Haywald、雷·巴恩霍特和来宾蒂姆·罗格斯在游戏《25周年纪念》公开发行时对游戏进行了评论。他们写道，日文版的图像非常糟糕，虽然英文版有所改进但仍然十分简陋，而MSX版则最为糟糕。他们还称英文版的游戏封面使游戏看起来像是完全在美国创作的。罗杰斯写道，他最喜欢的方面是游戏的英文对话，并对在GBC重制版中移除这些对话表示失望。贝利说，她最初因为菜单上的文字数量而感到游戏难以接近。

### 复刻版
《Fami通》给超级任天堂合辑重制版《勇者斗恶龙I・II》打了35/40分。Microgroup给Satellavie重制版褒贬皆有但总体是正面的评价。实时事件和发音等触感受到了欢迎，但在执行上还有许多待改进之处。然而奖章收集则是和朋友合作的一个非常好的方法，而评论者亦喜欢这游戏。《勇者斗恶龙》收录于双GBC卡带的英文重制版《勇者斗恶龙I & II》获得了比原版更好的赞赏评价。IGN和《任天堂力量》都打出了8/10分。IGN的马克·尼克斯指出“对于美洲大陆，这是Game Boy Color平台上只仅剩下有趣的PRG之一”，玩家会感到沮丧；玩过原作的人都会感叹变化，新玩家会觉得游戏太线性太简单。GameSpot打出了9.6/10，称游戏的音质有了很大改进，以及连玩两个游戏的吸引力，GameRankings给出的汇总得分为83.46%。游戏获得了RPGamer的Game Boy Color 2000年度奖。RPGamer's的德里克·卡万再将游戏和FC副本相比后给出了3/5分并写道，游戏在各个方面都超出了平均水平，并特别赞扬了游戏的视觉元素。他批评了游戏的重玩性并称游戏太短，大多数玩家在重玩之前就结束了游戏，这是一个问题。超级任天堂重制版合辑《勇者斗恶龙I・II》在日本售出了120万份，加上同合辑的GB版本合计在日本出貨了192万份。有了重制版的良好业绩，艾尼克斯于2001年发行了《勇者斗恶龙III》的GBC版，英文版游戏基于之前未发售的SNES版本。

### 相关媒体
史克威尔艾尼克斯音乐在线的Juan2Darien评价了游戏交响配乐《Dragon Quest Suite》、《Dragon Quest I Remix Symphonic Suite (London Philharmonic Orchestra)》、《Dragon Quest I & II Symphonic Suite (London Philharmonic Orchestra Remastered)》和《Dragon Quest I Symphonic Suite (Tokyo Metropolitan Symphony Orchestra)》。在对比几个组曲之后，他给了每个组曲7至9分（满分10分），并发现Tokyo Strings Ensemble录制的组曲优于前面提到的几个。在认为隐约有些单调之时，Juan2Darien承认其是因原素材所致，同时它还称赞了椙山浩一 与管弦乐队努力使得在受限情况下亦演奏出了高于常规的作品。Gamasutra的库尔特·卡拉塔亦称赞了交响曲的旋律，并给出了“世界地图主题乐相当简单刺耳，但在现场管弦乐队演奏时其实听起来很优美”的评价。
《勇者鬥惡龍 羅德的紋章 ～紋章的繼承者們～》在日本销量较好。第12卷在2011年6月27日至7月2日这周内售出29,524份，排名第24；第14卷在2012年5月25日至7月1日这周内售出40,908份，排名第24。

## 影响
有人指出《勇者斗恶龙》的发行是电子游戏历史上一个值得注意的转折点。游戏被列入了角色扮演类游戏的构建者。其在日本有着RPG代名词的声望。虽然游戏的元素在之前RPG中就出现过，但《勇者斗恶龙》则成为了其它游戏的模板；从系统到叙事，它的大多数元素都成了以后几乎每部同类游戏的基础，并取代了之前作为样板的《龙与地下城》。据宫本茂称，《勇者斗恶龙》通过大幅提升编剧的重要性而改变了电子游戏的开发性质。
在《勇者斗恶龙》发行时，为了弥补硬件限制而使用了许多开发技术，尽管现在的技术下已经无需此举，但当代RPG开发者仍然延用了这些技术。《勇者斗恶龙》引入了许多RPG采用的遇险少女的故事线，以及新鲜的“救公主”的大逆转套路——直到救出公主才发现这不是游戏的真正目的。游戏也引入了浪漫的元素，在一个对话中玩家需要回答他是否喜爱公主的问题；自此浪漫也成了这类游戏老生常谈的要素。在三维图形出现前，游戏的二维图形风格被大多数RPG采用。游戏的功能元素仍然能在大多RPG中发现，如更好的装备能提升能力，主线任务与小任务相互交织，可成长的魔法系统，使用生命值和经验值以及中世纪主题。评论者称，在《最终幻想》因其关注度而在北美显得更加重要时，《勇者斗恶龙》则为最终幻想奠定了根基。 Dragon Quest is also credited with affecting D&D's leveling system to even out its randomness by giving more bonuses early on and giving players maximum hit points on the first level.
在2010年10月期《任天堂力量》，北美的NES版25周年庆中，堀井回忆了《勇者斗恶龙》的制作历程。堀井是基本RPG机制的爱好者，并想简化游戏界面；他称当时许多其它RPG的界面“过于复杂，甚至让新手生畏”。他说《勇者斗恶龙》简单的游戏系统吸引了玩家，同时造就了系列的成功。他曾听闻FC的容量不足以满足RPG的需求，这进而使他产生了在FC平台制作RPG的动机。
《勇者斗恶龙》成为了日本的国民现象，应答了衍生媒体和作品。通过《少年Jump》而联系起来的堀井提高了名人地位，并入美国的斯蒂芬·斯皮尔伯格一样，在日本成为了家喻户晓的人物；相比之下《超级马里奥》与《塞尔达传说》作者则并没有如此闻名。在《Fami通》的投票中，日本民众将游戏投为了第七喜爱的FC游戏。游戏在日本取得的成功催生了多款游戏，如《海格力斯的荣光》、《幽灵狮》和《地球冒險》。其中，由《勇者斗恶龙》爱好者糸井重里和RPG批评者宫本茂创作的《地球冒险》推翻了《勇者斗恶龙》的模板，将游戏的设定与主题从中世纪换为了美国。勇者斗恶龙和其他游戏在近年引起了许多ROM hack。一个值得注意的hack包括《Super Mario Remix II》，为了反映马里奥系列而其使用了新剧情并更换了角色画面，但系统和设计安排仍然没变。《勇者斗恶龙》在日本非常流行，以至于如果要求一个日本人画「黏液」（slime），他有可能会画一个和游戏演绎的史莱姆相似的形状。
位于得克萨斯奥斯汀的电子游戏乐队洛特的后代（Descendants of Erdrick）即以游戏的主角而命名。
在2012年愚人节，谷歌增加了《勇者斗恶龙》8位风格的谷歌地图模式。